# تلو بالا
تلو بالا، روستایی از توابع بخش مرکزی شهرستان تهران در استان تهران ایران است.
روستای ارمنی‌نشین تلو بالا در شمال شرقی تهران قرار دارد. در گذشته بخشی از شهرستان لواسانات را تشکیل می‌داد ولی هم‌اکنون در منطقه ۴ شهرداری تهران قرار دارد. در سال ۱۳۰۹ (۱۹۳۰ میلادی) خانوارهای کشاورز ارمنی از روستاهای ارمنی‌نشین منطقه‌های خرقان و بربرود الیگودرز نیز به این روستا مهاجرت کردند. اهالی روستا به کشاورزی، دامداری و باغداری مشغول بودند. اهالی ارمنی روستای تلو بالا در سال ۱۹۵۸ م. روستا را ترک و به تهران مهاجرت نمودند. بر طبق آمار سال ۱۹۴۶ جمعیت روستای تلو بالا از ۷ خانواده ارمنی تشکیل شده بود.

## جمعیت
این روستا در دهستان سیاهرود قرار دارد و براساس سرشماری مرکز آمار ایران در سال ۱۳۸۵، جمعیت آن ۵۰ نفر (۳۱ خانوار) بوده‌است.
روستای تلو دارای دهیاری است و جمعیت در آنجا ثبت شده تعاونی زمین های تلو ۲۵۰۰ عضو دارد . 